# Jan Renner
Jan Renner (15. května 1869 Lašovice – 29. června 1959 Rakovník) byl archivář, učitel a regionální historik zabývající se převážně Rakovníkem a jeho okolím.

## Život a dílo
Studoval na rakovnickém reálném gymnáziu, kde jej jako učitelé ovlivnili kupř. historik Zikmund Winter a geolog Jan Kušta. Absolvoval v roce 1890, poté byl výpomocným učitelem, aby za čtyři roky poté složil učitelské zkoušky na učitelském ústavu v Příbrami a působil jako učitel na různých školách v rakovnickém okolí. Roku 1904 se do Rakovníka vrátil a později se zde stal i ředitelem měšťanské školy. Začal se také starat o městský archiv, byl správcem městského muzea a v roce 1911 založil místní muzejní spolek, jehož byl dlouholetým jednatelem. Zasloužil se mj. o ochranu sbírek během první světové války nebo o přestěhování muzea do dřívějšího paláce plaských cisterciáků, ve kterém zůstalo dodnes. Až do roku 1938 byl též redaktorem Věstníku musejního spolku. Kromě přispívání do něj vydal samostatně i některé větší práce, např. Popis politického a školního okresu rakovnického, Průvodce Křivoklátskem a Rakovnickem, Rakovník XIX. století nebo Nejstarší kronika král. města Rakovníka. Roku 1940 kvůli sporům rezignoval na své funkce v muzeu, ale stále se věnoval archivní činnosti. Zneuznání a pocit křivdy jej nakonec v roce 1959 zřejmě dovedl až k sebevraždě.